# Cantonul Ryes
Cantonul Ryes este un canton din arondismentul Bayeux, departamentul Calvados, regiunea Basse-Normandie, Franța.

## Comune
| Comune                 | Populație (1999) | Cod poștal | Cod INSEE |
| ---------------------- | ---------------- | ---------- | --------- |
| Arromanches-les-Bains  | ...              | 14117      | 14021     |
| Asnelles               | ...              | 14960      | 14022     |
| Banville               | ...              | 14480      | 14038     |
| Bazenville             | ...              | 14480      | 14049     |
| Colombiers-sur-Seulles | ...              | 14480      | 14169     |
| Commes                 | ...              | 14520      | 14172     |
| Crépon                 | ...              | 14480      | 14196     |
| Esquay-sur-Seulles     | ...              | 14400      | 14250     |
| Graye-sur-Mer          | ...              | 14470      | 14318     |
| Longues-sur-Mer        | ...              | 14400      | 14377     |
| Magny-en-Bessin        | ...              | 14400      | 14385     |
| Le Manoir              | ...              | 14400      | 14400     |
| Manvieux               | ...              | 14117      | 14401     |
| Meuvaines              | ...              | 14960      | 14430     |
| Port-en-Bessin-Huppain | ...              | 14520      | 14515     |
| Ryes                   | ...              | 14400      | 14552     |
| Saint-Côme-de-Fresné   | ...              | 14960      | 14565     |
| Sainte-Croix-sur-Mer   | ...              | 14480      | 14569     |
| Sommervieu             | ...              | 14400      | 14676     |
| Tierceville            | ...              | 14480      | 14690     |
| Tracy-sur-Mer          | ...              | 14117      | 14709     |
| Vaux-sur-Aure          | ...              | 14400      | 14732     |
| Ver-sur-Mer            | ...              | 14114      | 14739     |
| Vienne-en-Bessin       | ...              | 14400      | 14744     |
| Villiers-le-Sec        | ...              | 14480      | 14757     |